# Сорта
Сорта је део индивидуа једне врсте који се од осталих разликује по једној или више особина. Добијена је вештачки, па представља културни таксон. Сорта може да буде унутарврсна, или хибридна (међуврсна или међуродовска). Име сорте (епитет) пише се под једноструким знацима навода регуларом, а прво слово или цела реч великим словима, само што код унутарврсних име следи иза имена врсте, док код међуврсних иза имена рода. Међуродовска сорта је део индивидуа хибридне врсте чији родитељски пар припада различитим родовима, па код ње епитет следи иза назива синтетисаног рода који обично представља комбинацију имена родитељских родова. Име аутора, за разлику од природних таксона, овде се изоставља. Сорта може да се размножава семеном (генеративна сорта) и вегетативно (клон, култивар). Клон (култивар) је вегетативно размножено потомство једне индивидуе, односно сорта добијена вегетативним путем.